# Teatro dell'Opera di Roma

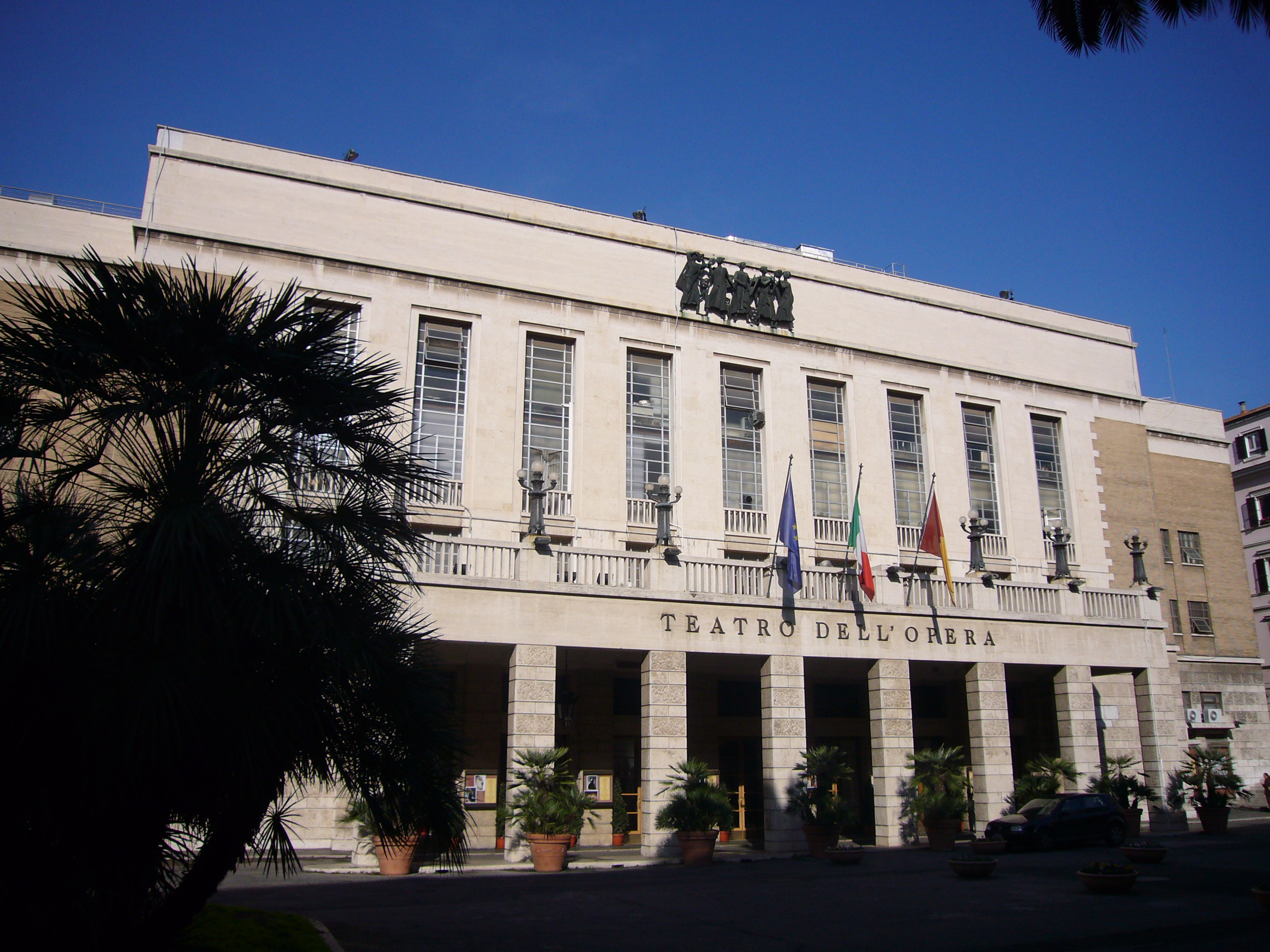
Fasaden på Teatro dell'Opera.

Teatro dell'Opera di Roma är en opera i Rom. Den öppnades ursprungligen i november 1880 som Teatro Costanzi och har genomgått flera namnändringar samt ombyggnader och renoveringar. Den nuvarande byggnaden rymmer 1 600 sittplatser mot det ursprungligas 2 212.

## Teatro Costanzi: 1880–1926
Operan var ursprungligen känd som Teatro Costanzi efter entreprenören som byggde den, Domenico Costanzi (1810–1898). Projektet finansierades av Costanzi, som engagerade milanoarkitekten Achille Sfondrini (1836–1900), specialist på byggande och renovering av teatrar, för utformningen. Operahuset byggdes på arton månader, på den plats där Heliogabalus hus låg under antiken, och invigdes den 27 november 1880 med ett framförande av Semiramide av Gioacchino Rossini.
Vid utformningen av teatern ägnade Sfondrini särskild uppmärksamhet åt akustiken och utformade den inre strukturen som en "resonanskammare", som framgår av hästskoformen. Med en kapacitet på 2 212 sittplatser, hade huset tre nivåer av loger, en amfiteater och två separata läktare, krönt av en kupol prydd med fresker av Annibale Brugnoli.
Costanzi åtog sig att själv leda teatern. Under hans ledning, och trots ekonomiska problem, hölls i operahuset många världspremiärer av operor, bland annat Cavalleria rusticana av Pietro Mascagni den 17 maj 1890. Under en kort period sköttes teatern av Costanzis son Enrico, som vann ryktbarhet genom att organisera en annan stor premiär, nämligen Tosca av Giacomo Puccini den 14 januari 1900.
År 1907 köptes Teatro Costanzi av impressarion Walter Mocchi (1870–1955) på uppdrag av Società Teatrale Inter e Nazionale (STIN). År 1912 blev Mocchis hustru Emma Carelli direktor för det nya Impresa Costanzi, som teatern senare blev känd som, efter olika förändringar i bolagsstrukturen. Under de fjorton åren med henne som chef vid teatern, iscensattes stora verk som inte tidigare hade framförts i Rom eller ens i Italien. Till dessa hörde La fanciulla del West, Turandot och Triptyken av Giacomo Puccini, Parsifal av Richard Wagner, Francesca da Rimini av Riccardo Zandonai, Boris Godunov av Modest Musorgskij, Simson och Delila av Camille Saint-Saëns och många andra. Sergej Djagilevs Ballets Russes uppträdde också.

## Den ombyggda Teatro Reale dell'Opera: 1926–1946
I november 1926 köptes Costanzi av Roms kommun och dess namn ändrades till Teatro Reale dell'Opera. En partiell ombyggnad följde under ledning av arkitekten Marcello Piacentini. Byggnaden återinvigdes den 27 februari 1928 med operan Nerone av Arrigo Boito.
Bland flera stora förändringar var främst den flyttade ingången, från gatan tidigare känd som Via del Teatro till den motsatta sidan vid Piazza Beniamino Gigli. Därtill ersattes amfiteatern i teatersalongen av en grupp loger och en balkong. Interiören förskönades av nya stuckaturer, dekorationer och inredning, inklusive en magnifik ljuskrona som mäter sex meter i diameter och består av 27 000 kristallprismor.

## Den nuvarande Teatro dell'Opera di Roma: från 1946
Efter den italienska monarkins slut 1946 förenklades teaterns namn till Teatro dell'Opera och 1958 renoverades och moderniserades byggnaden ånyo. Roms kommun gav ännu en gång uppdraget åt arkitekten Marcello Piacentini, som tidigare genomgripande förändrat byggnadens stil, särskilt när det gäller fasaden, entrén och foajén.
Teaterns akustik bär fortfarande i jämförelse med alla andra auditorier i världen. Byggnaden har försetts med luftkonditionering efter en restaurering, som gav förbättringar av interiören. Stuckaturerna har helt restaurerats, det stora scenvalvet har förstärkts och parkettgolv i massiv ek har ersatt det tidigare.